# عبد المهيمن أبو السمح
عبد المهيمن محمد نور الدين أبو السمح الفقيه امام وخطيب المسجد الحرام، ولد في قرية التلين من مديرية الشرقية في مصر سنة 1307هـ الموافق 1890 في أسرة علم وفضل ووجاهة فأخوه وهو الشيخ عبد الظاهر أبو السمح امام وخطيب الحرم المكي أيضا، وتعلم في مدارسها وحفظ القرآن وهو في العاشرة من عمره وحفظ بعض المتون كالألفية لابن مالك والشاطبية للشاطبي، وجمع القراءات.

## تعليمه ورحلاته العلمية
التحق الشيخ أبو السمح بالأزهر وتلقى علومه على أيدي كبار علمائها فتلقى القرآن والتفسير والفقه والحديث واللغة، وقد كان من شيوخه الشيخ محمد عبده والشيخ الزنكلوني والشيخ الشرشابي، ثم قام بفتح مدرسة لتحفيظ القرآن الكريم بجوار إدارة جماعة أنصار السنة المحمدية بعابدين بالقاهرة، ثم نزل الشيخ محمد أبو السمح إلى دمشق سنة 1332هـ الموافق 1914 وكان عمره حينها خمس وعشرين سنه، ولما قامت الحرب العالمية الأولى بقي في دمشق، وأقام مدرسة لتعليم الأولاد سماها المدرسة المحمدية، ثم سافر بعدها لمدينة جدة وأقام بالقرب من أخيه عبد الظاهر أبو السمح، وأقام فيها مدرسة.

## امامته للحرم
عينه الملك عبد العزيز ملك المملكة العربية السعودية في عام 1369هـ ليقوم بإمامة المصلين في المسجد الحرام، فقام بالإمامة والخطابة بالمسجد خير قيام واستمر في منصبه حتى عام 1388هـ.

## أعماله واثاره
1. عمل مديرا للمعهد السعودي في عنيزة : وكان أول من تولى إدارته.
2. عمل مدرسا في وزارة المعارف السعودية.
3. عمل مدرسا في دار الحديث بمكة : درس فيها القرآن والتفسير والحديث.
4. ألحقت مكتبته الخاصة إلى مكتبة الحرم المكي الشريف.[2]

## وفاته
توفي الشيخ عبد المهيمن في 27 رمضان 1399هـ عن عمر يناهز 92 عاما ودفن بمكة المكرمة.